# The Discipline
The Discipline — серия комиксов, издававшаяся в 2016 году американской компанией Image Comics.

## Синопсис
Главной героиней серии является Мелисса Пик. Она не ощущает любовь мужа и часто ссорится с сестрой. Однажды девушка влюбляется в Орландо, и её втягивают в войну между «Дисциплиной» и «Сталкерами».

## Реакция

### Отзывы критиков
На сайте Comic Book Roundup серия имеет оценку 7,4 из 10 на основе 22 рецензий. Грег Макэлхаттон из Comic Book Resources, обозревая первый выпуск, похвалил художника за дизайн героини. Ричард Грей из Newsarama поставил дебюту 5 баллов из 10 и сравнил его с романом «Пятьдесят оттенков серого» и серией «Сумерки», отметив, что комикс больше похож на работы Стефани Майер. Крису Хассану из AIPT «хотелось бы, чтобы история была немного свежее».

### Продажи
Ниже представлен график продаж выпусков и сборника комикса за их первый месяц выхода на территории Северной Америки.